# Nordikus rassz

Dán férfi

A nordikus más néven északi rassz az europid nagyrassznak egy rassza, mely elsősorban Észak-Európában található meg.

## Testi jellegek
Magas, vékony, karcsú termetű; a férfiak átlag magassága 172-174 cm közötti, a legújabb időkben a retardáció folyamatos megszűnésével ennél jóval magasabb. A törzs aránylag rövid, a végtagok hosszúak, a nyak hosszú és a váll széles. A fej igen hosszú, a nyakszirt kidomborodó. A homlok középszéles, a halántéki rész gyakran összeszorított. Arc keskeny, középső része előredomborodó. A járomívek laposak, a járomcsontok a halántéki síkban fekszenek, ennek hatására az arc még ennél is keskenyebbnek tűnik. Ennél keskenyebb arc az európai földrészen csak a dinári rassz esetében fordul elő. Az orrgyök magas, az orr egyenes és keskeny, erősen kiáll az arc síkjából. Az arc jellegzetes, még a nőké is. A csontos szemöldökív jól fejlett. A szemrés nagy, szögletes, a szemek közötti távolság közepes mértékű. Az ajkak kevésbé szélesek.
A színkomplexió világos. A hajszín hamuszőke – a nőknél gyakori a platinaszőke –, arányos árnyalatú, esetenként világosbarna vagy vöröses. A szem kék vagy szürke, néha világosbarna. A testszőrzet és a szakáll vöröses árnyalatú.

## Elterjedési terület
Legtisztábban Németország északnyugati része, Skócia, Svédország, Dánia, Izland, Anglia, Norvégia és a Balti-tenger vidékén fordul elő. Aránya dél felé fokozatosan csökken.

### Kárpát-medence
Magyarországon ritka, a Dunántúlon, Észak-Magyarországon és a városokban található meg legnagyobb számban. A magyarságban 4%-ra tehető aránya, az Alföld területén szórványokban található meg. Különböző német népcsoportok beleolvadása révén került bele a magyar nemzettestbe.

## Változatai

### Dalo-nordikus
Cro-magnoid jellegek is észlelhetőek rajta. Testfelépítése durvább, alacsonyabb növésű, szögletesebb arcú és rövidebb fejű, mint a "klasszikus" nordikus. Leggyakrabban a Rajna vidékén, Franciaországban és Dél-Svédországban fordul elő, de szórványosan mindenütt megtalálható, ahová a germán törzsek eljutottak.

### Kelta-nordikus
Közepesen hosszú fej, alacsony koponyaboltozat, lankás homlok, erősen kiugró orr, sötét haj, világos szemszín jellemző erre a típusváltozatra. Legtisztábban Írország és Skócia lakóinál található meg.

### Skando-nordikus
Ma elsősorban Skandinávia lakóira jellemző. Színkomplexiója világos, alkata karcsú, magas.

### Kelet-nordikus
Hívják fenno-nordikusnak is. A "klasszikus" nordikussal nagy átfedésbe van külső jellemzőiben, amibe különbözik, az általában magasabb koponyaboltozat és homlok, valamint a gyakran kiálló orr. A testszőrzete nem olyan erős valamint a vonásai finomabbak. Nyugat-Oroszországban a leggyakoribb, de megtalálható Kelet-Európa sok helyén is.

## Képgaléria

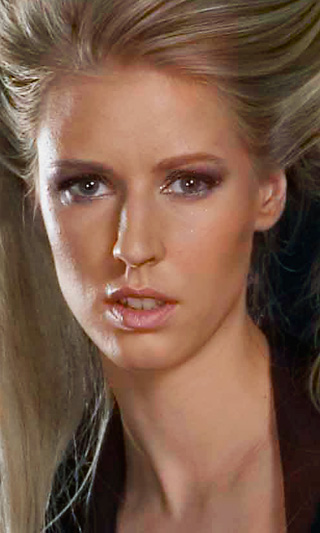
Jelena Gyementyjeva (kelet-nordikus)
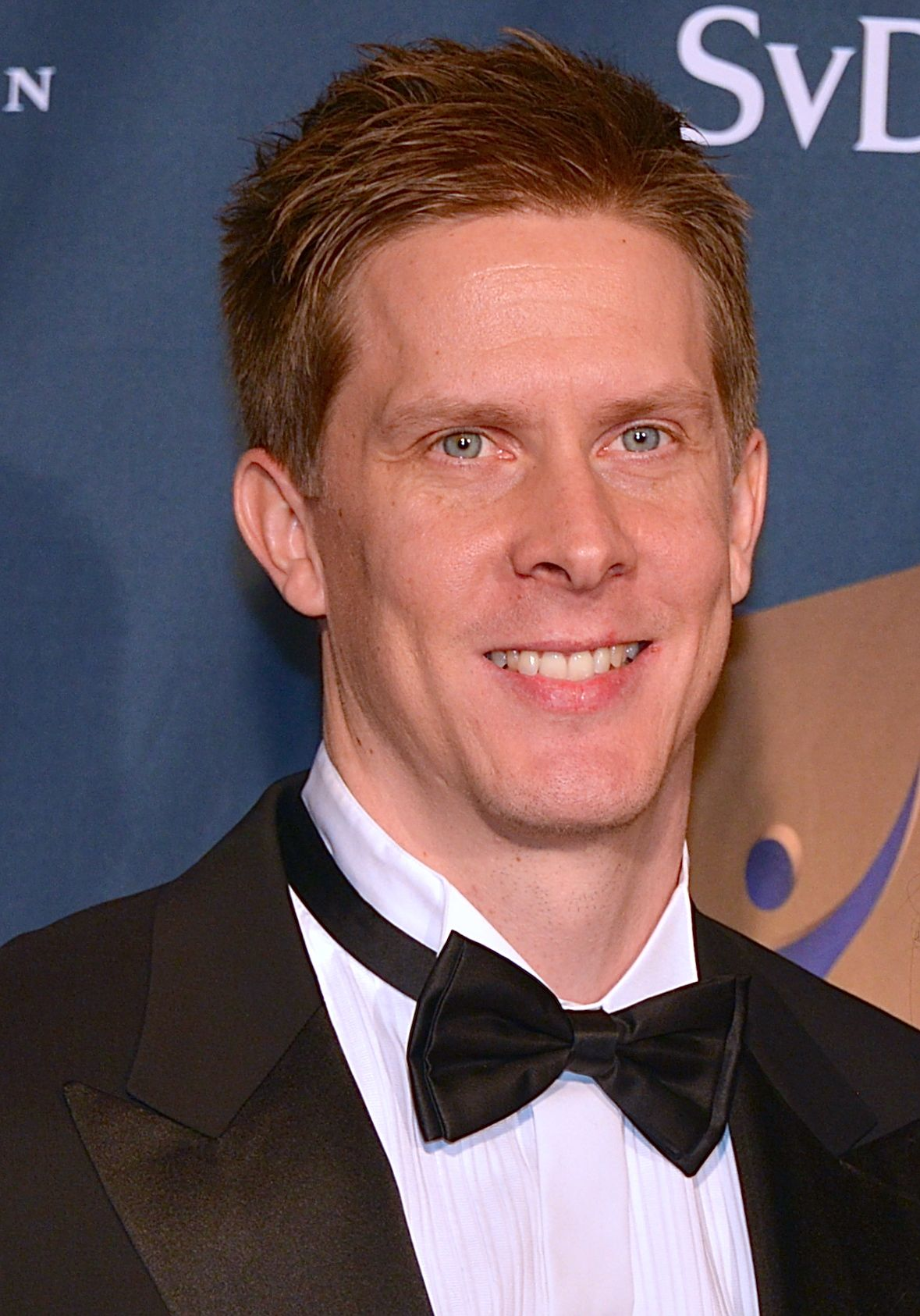
Christian Olsson
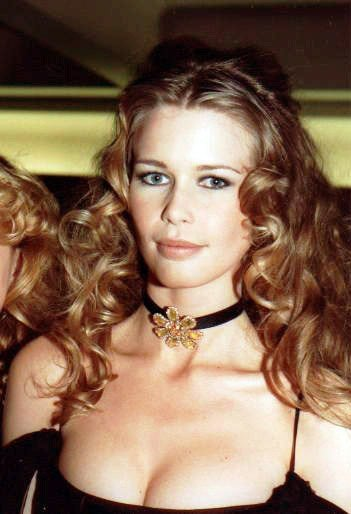
Claudia Schiffer
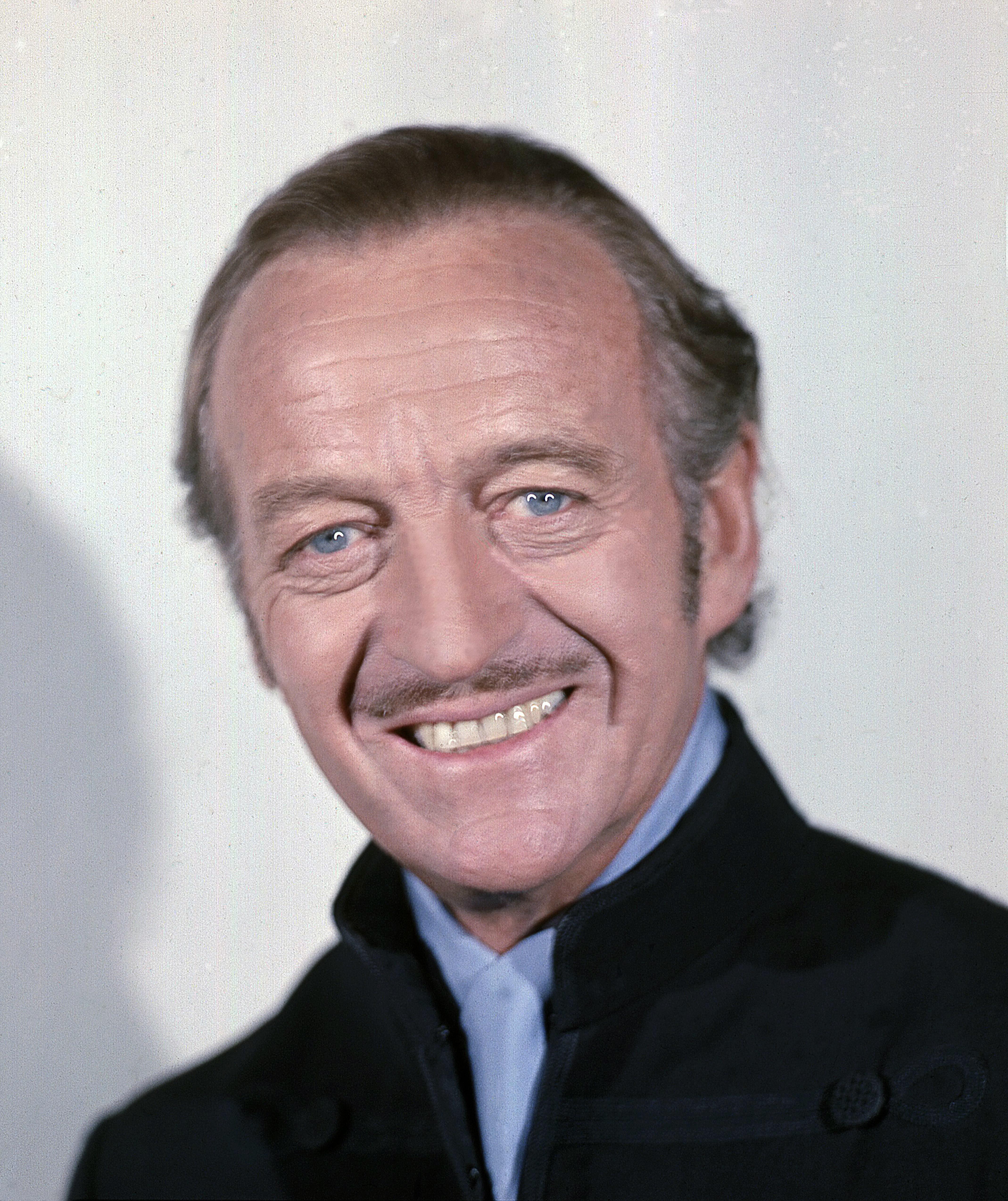
David Niven (kelta-nordikus)
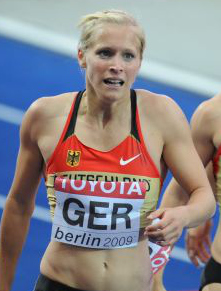
Verena Sailer
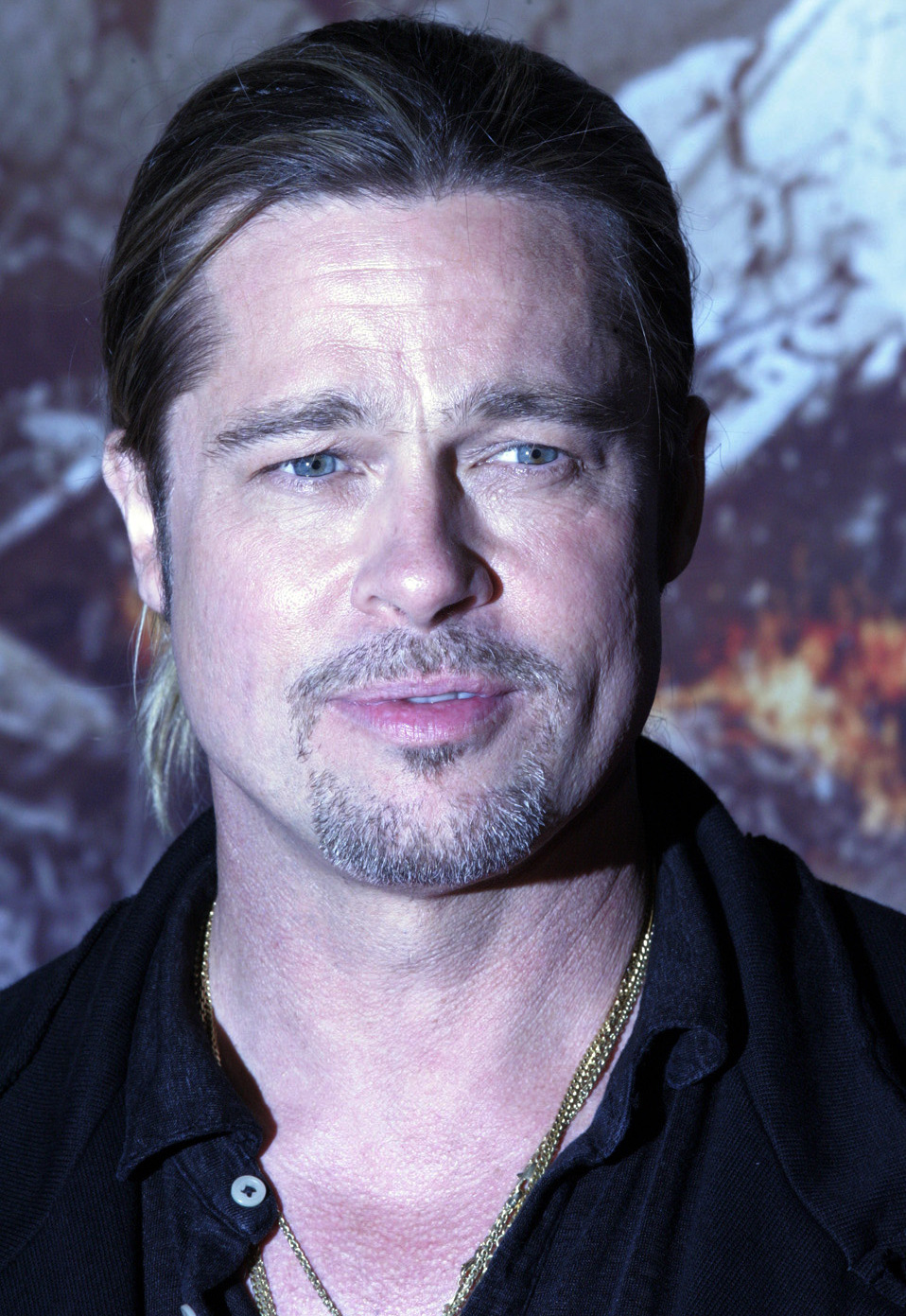
Brad Pitt (dalo-nordikus)